# 耶尔河畔埃夫里格雷日
耶尔河畔埃夫里格雷日（法語：Évry-Grégy-sur-Yerre，亦作，法語發音：[evʁi ɡʁeʒi syʁ jɛʁ]）是法国塞纳-马恩省的一个市镇，属于默伦区。该市镇于1972年由原市镇埃夫里堡（Évry-les-Châteaux）和耶尔河畔格雷日（Grégy-sur-Yerre）合并而成。

## 地理
耶尔河畔埃夫里格雷日（48°39'19"N, 2°38'5"E）面积19.12 平方千米，位于法国法蘭西島大區塞纳-马恩省，该省份为法国北部内陆省份，北起瓦兹省，西接埃松省、马恩河谷省、塞纳-圣但尼省和瓦兹河谷省，南至卢瓦雷省，东南接约讷省，东临马恩省和奥布省，东北接埃纳省。
与耶尔河畔埃夫里格雷日接壤的市镇（或旧市镇、城区）包括：布里孔特罗贝尔、雷欧、布里地区苏瓦尼奥勒、孔布城、格里西-叙讷、利摩日-富尔什、穆瓦西-克拉马耶勒。

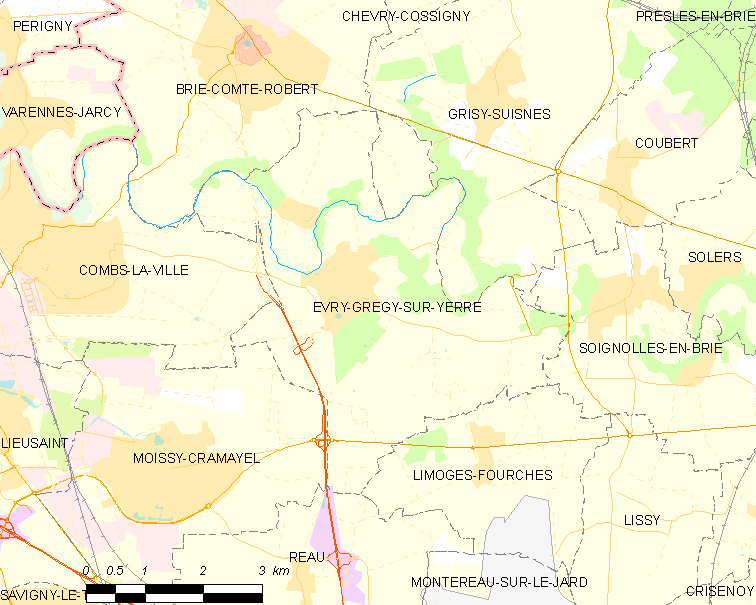
耶尔河畔埃夫里格雷日的OSM定位图

耶尔河畔埃夫里格雷日的时区为UTC+01:00、UTC+02:00（夏令时）。

## 行政
耶尔河畔埃夫里格雷日的邮政编码为77166，INSEE市镇编码为77175。

## 政治
耶尔河畔埃夫里格雷日所属的省级选区为丰特奈-特雷西尼县。

## 人口

1962-2008年间耶尔河畔埃夫里格雷日人口变化图示

耶尔河畔埃夫里格雷日于2022年1月1日时的人口数量为3236人。